# Xanthopimpla trias
Xanthopimpla trias (лат.) — вид перепончатокрылых наездников-ихневмонид рода Xanthopimpla из подсемейства Pimplinae (Pimplini, Ichneumonidae).

## Распространение
Юго-Восточная Азия. Вьетнам, Китай, Индия, Непал, Таиланд и Тайвань.

## Описание
Среднего размера перепончатокрылые насекомые. Основная окраска жёлтая с небольшими чёрными пятнами. Проподеум без килей, за исключением вершинной части латерального продольного киля и небольшого отрезка латеромедианного продольного киля; 1-й, 4-й, 7-й тергиты с чёрной полосой или иногда 1-й и 3-й тергиты с двумя чёрными пятнами; яйцеклад в 0,45 раза больше задней голени. Предположительно, как и близкие виды паразитирует на гусеницах и куколках бабочек (Lepidoptera).
Вид был впервые описан 1970 году, а валидный статус таксона подтверждён в ходе ревизии, проведённой в 2011 году энтомологами из Вьетнама (Nhi Thi Pham; Institute of Ecology and Biological Resources, Ханой, Вьетнам), Великобритании (Gavin R. Broad; Department of Entomology, Natural History Museum, Лондон, Великобритания), Японии (Rikio Matsumoto; Osaka Museum of Natural History, Осака, Япония) и Германии (Wolfgang J. Wägele; Zoological Reasearch Museum Alexander Koenig, Бонн, Германия).